# Östlicher Limesweg

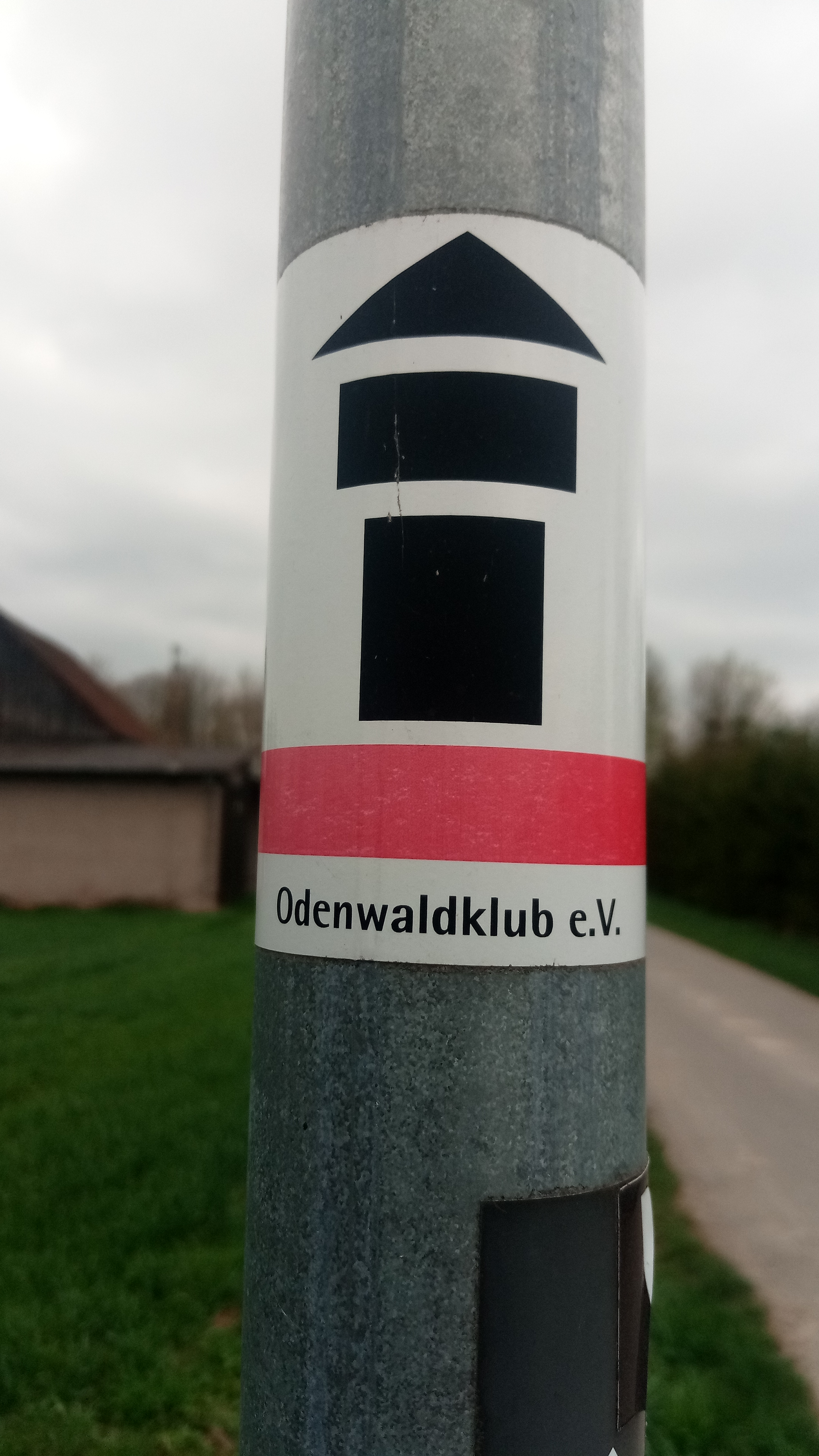
Symbol des Östlichen Limeswanderwegs

Der Östliche Limesweg ist ein 110 km langer Streckenwanderweg von Seligenstadt im hessischen Landkreis Offenbach nach Osterburken im baden-württembergischen Neckar-Odenwald-Kreis, der dem Verlauf des Obergermanischen Limes folgt.

## Wegverlauf
Der Weg beginnt in Seligenstadt bei der Basilika St. Marcellinus und Petrus. Er führt über Großostheim – Obernburg am Main – Laudenbach nach Miltenberg. Von dort führt er weiter über Wenschdorf – Reinhardsachsen – Neusaß – Walldürn – Kleinkastell Hönehaus – Rinschheim – Götzingen – Bofsheim zum Kastell Osterburken.

## Markierung und Wegpflege
Wegzeichen ist ein stilisierter römischer Wachtturm in schwarzer Farbe mit einem roten Balken.
Die Pflege des Wegs und der Markierung obliegt dem Odenwaldklub. Der Weg ist der Hauptwanderweg 37 des Vereins.

## Etappen
- Etappe 1: Seligenstadt – Großostheim (20,8 km)
- Etappe 2: Großostheim – Obernburg am Main (12,5 km)
- Etappe 3: Obernburg am Main – Laudenbach (21,5 km)
- Etappe 4: Laudenbach – Miltenberg (10,4 km)
- Etappe 5: Miltenberg – Walldürn (20,6 km)
- Etappe 6: Walldürn – Osterburken (23,5 km)

## Verbindung zu anderen Limeswegen
Der Weg gehört zu den Limeswanderwegen, die den Obergermanisch-Rätischen Limes in voller Länge dem Wanderer erschließen.